# Distrito electoral de Antelope (condado de Hayes, Nebraska)
Antelope (en inglés: Antelope Precinct) es un distrito electoral ubicado en el condado de Hayes en el estado estadounidense de Nebraska. En el Censo de 2010 tenía una población de 56 habitantes y una densidad poblacional de 0,4 personas por km².

## Geografía
Antelope se encuentra ubicado en las coordenadas 40°32′32″N 101°17′10″O / 40.54222, -101.28611. Según la Oficina del Censo de los Estados Unidos, Antelope tiene una superficie total de 138.35 km², de la cual 138.31 km² corresponden a tierra firme y (0.03%) 0.04 km² es agua.

## Demografía
Según el censo de 2010, había 56 personas residiendo en Antelope. La densidad de población era de 0,4 hab./km². De los 56 habitantes, Antelope estaba compuesto por el 100% blancos.